# Agathis bischoffi
Agathis bischoffi är en stekelart som beskrevs av Josef Fahringer 1932. Agathis bischoffi ingår i släktet Agathis och familjen bracksteklar. Inga underarter finns listade i Catalogue of Life.